# Tristiropsis apetala
Tristiropsis apetala är en kinesträdsväxtart som beskrevs av P.W.Leenhouts. Tristiropsis apetala ingår i släktet Tristiropsis och familjen kinesträdsväxter. Inga underarter finns listade i Catalogue of Life.